# Naturalisation en Suisse

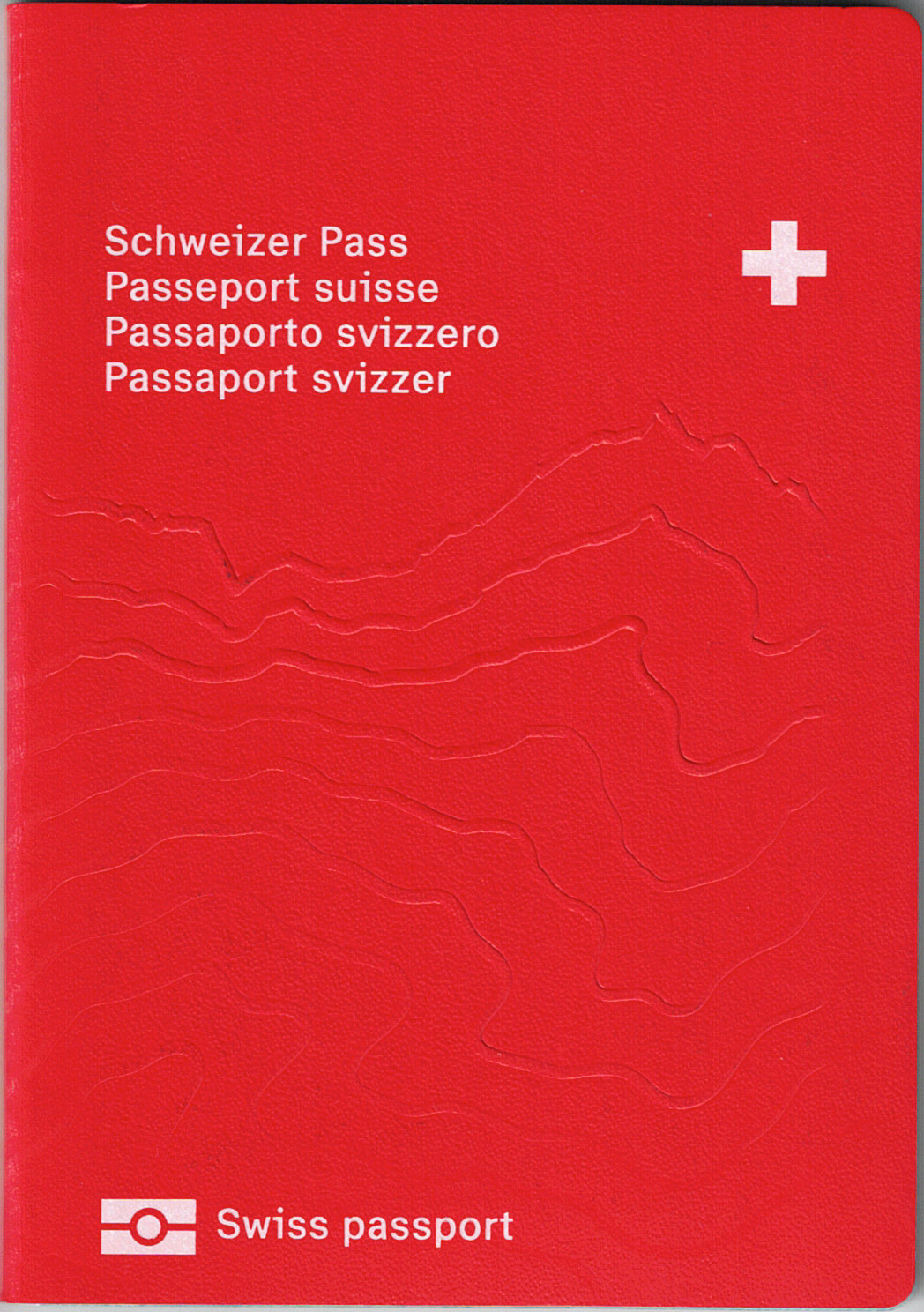
Passeport suisse (dit rouge à croix blanche), obtenu à la fin de la naturalisation.

La naturalisation en Suisse est le processus administratif et politique par lequel une personne étrangère acquiert la nationalité suisse.
La naturalisation peut prendre deux formes : la naturalisation ordinaire et la naturalisation facilitée. La procédure a lieu en premier lieu au niveau de la commune et du canton dans lequel la personne étrangère pose sa demande de naturalisation.
Dans certains cas, la naturalisation peut être annulée et retirée par le Secrétariat d'État aux migrations.

## Contexte
La Constitution fédérale dispose ce qui suit en matière de nationalité suisse :

« A la citoyenneté suisse toute personne qui possède un droit de cité communal et le droit de cité du canton. »

— art. 37 al. 1 Cst.

## Naturalisation ordinaire
La nationalité suisse peut s'acquérir aussi par la naturalisation.

### Conditions
La naturalisation ordinaire est octroyée lorsque les conditions formelles et matérielles sont remplies.

#### Conditions formelles
Le droit fédéral dispose de deux conditions formelles : le requérant (celui qui veut se faire naturaliser) dispose d'une autorisation d'établissement (dit permis C); et il a séjourné pendant au moins dix ans en Suisse, dont trois des cinq ayant précédé le dépôt de la demande.
Il existe deux exceptions à la règle des dix ans de séjour. La première s'applique pour les partenaires enregistrés, où seuls cinq ans de séjour en Suisse sont requis; toutefois le requérant doit vivre en partenariat enregistré depuis au moins trois ans. La deuxième concerne les enfants âgés de huit à 18 ans: le temps séjourné en Suisse entre ces deux âges compte double. La durée effective du séjour doit être en revanche au minimum de six ans.

#### Conditions matérielles
La LN prévoit trois conditions matérielles : l'intégration réussie ; la familiarisation avec les conditions de vie en Suisse ; l'absence de danger à la sûreté intérieure ou extérieure de la Suisse.
L'intégration au sens de la LN se mesure à l'aide de différents critères, en particulier :
- le respect de la sécurité et de l'ordre publics ;
- le respect des valeurs de la Constitution fédérale ;
- l'aptitude de communiquer au quotidien dans une langue nationale, à l'oral et l'écrit ;
- la participation à la vie économique ou l'acquisition d'une formation ; et
- l'encouragement et le soutien à l'intégration de la famille.

Les cantons peuvent prévoir d'autres critères de naturalisation. Cela est par exemple le cas concernant l'aide sociale.

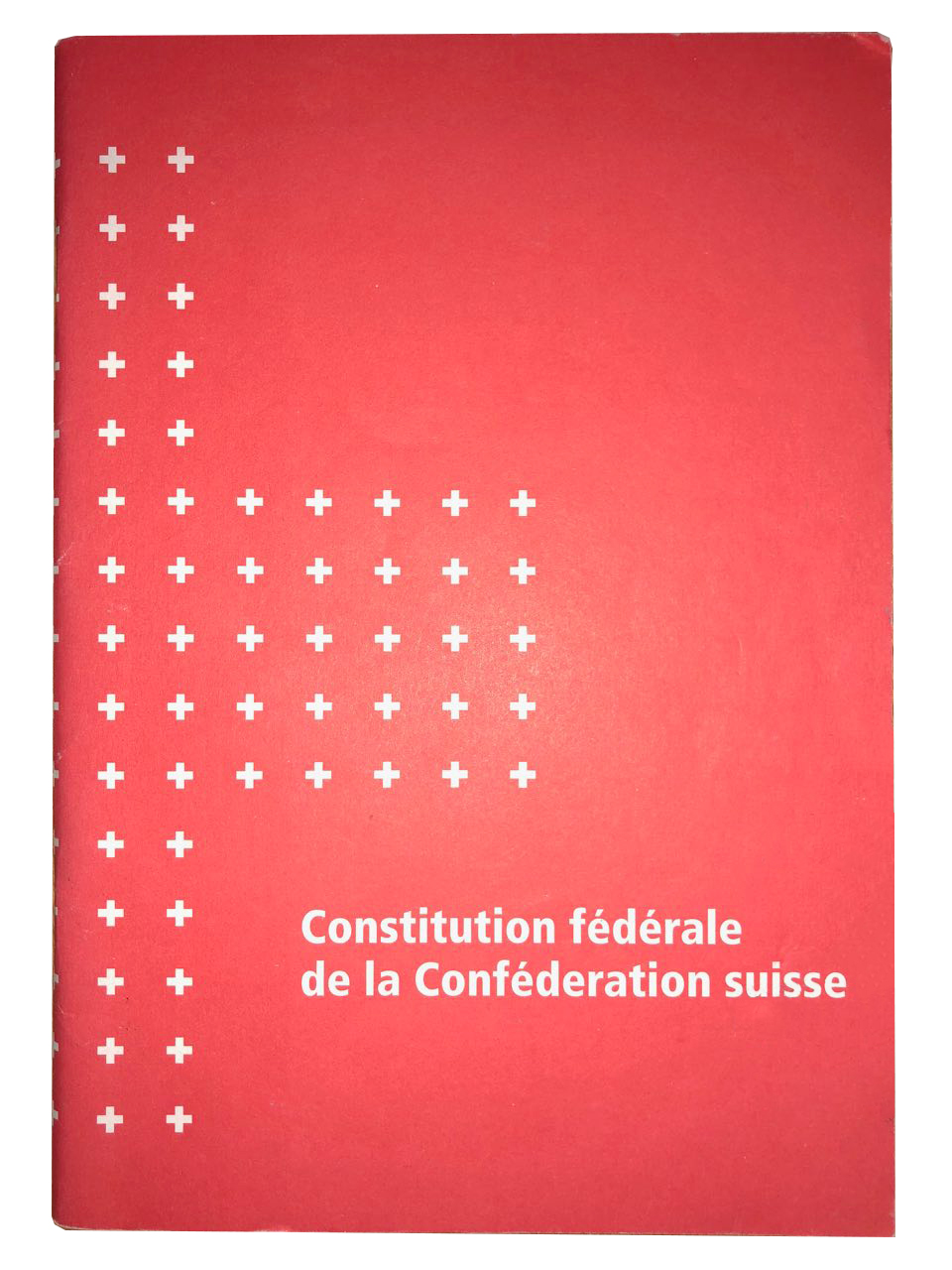
Le respect des valeurs de la Constitution fédérale fait parmi des critères d'intégration.

Le respect des valeurs de la Constitution peut se manifester de différentes manières. Le requérant doit respecter les principes de l'État de droit, de même que « l'ordre démocratico-libéral de la Suisse ».
Les compétences linguistiques sont mesurées l'aide du Cadre européen commun de référence pour les langues. Le requérant doit avoir la maîtrise d'une langue nationale au minimum au niveau B1 pour l'oral et au niveau A2 pour l'écrit. Les cantons étant souverains dans la détermination de leurs langues officielles, la langue requise peut varier d'un canton à l'autre. La preuve de la maîtrise d'une langue nationale est fournie par un diplôme (TEF ou FLE pour le français, Institut Goethe pour l'allemand par exemple,). Toutefois, si la langue nationale requise est la langue maternelle du requérant (un Autrichien vivant à Berne, ou un Wallon vivant à Fribourg), le requérant est exempté de test ou de certificat de langue. Une autre exception à cette obligation existe aussi pour les requérants ayant fréquenté pendant au moins cinq ans l'école obligatoire dans une langue nationale, ou ayant une formation de secondaire II ou du tertiaire dans une langue nationale.
La participation à la vie économique se mesure aux revenus et patrimoine du requérant. Alternativement, le requérant peut démontrer lors du dépôt de la demande de naturalisation qu'il est en formation ou en cours de perfectionnement. La législation fédérale fixe aussi que le requérant ne peut avoir perçu d'aide sociale dans les trois ans précédant la demande, à moins qu'il ait intégralement remboursé les sommes perçues.
Le requérant, le cas échéant, doit aussi démontrer qu'il contribue à l'intégration de sa famille, notamment dans l'aide à l'acquisition d'une langue nationale, à la participation économique ou à l'acquisition d'une formation. De plus, le requérant doit aider sa famille à participer à la vie sociale et culturelle de la population suisse.
Une menace à la sûreté intérieure ou extérieure de la Suisse peut être admise en particulier quand le requérant représente une menace à des biens juridiques importants (tels que la vie ou l'intégrité corporelle). Les requérants se livrant à des activités liées au terrorisme, à l'espionnage ou dans l'extrémisme violent ne sont pas qualifiables pour la naturalisation (ordinaire ou facilitée). Depuis le début des années 1990, il n'est plus nécessaire au requérant de renoncer à son ancienne nationalité pour devenir suisse.
Les autorités prenant doivent prendre compte de manière appropriée la situation d'un requérant en situation de handicap (physique, mental ou psychique), souffrant d'une maladie grave ou de longue durée, ou bien souffrant de grandes difficultés à apprendre, à lire et à écrire. Cette prise en compte porte en particulier sur l'évaluation des connaissances linguistiques et de la participation à la vie économique.
Une personne n'est pas considérée comme intégrée si elle commet des crimes ou des délits (suivant leur gravité). Dans ce cadre, le SEM consulte le casier judiciaire du requérant.

#### Conditions supplémentaires au niveau cantonal
Comme mentionné plus haut, les cantons ont la possibilité d'édicter des mesures plus strictes.
| Canton                       | Séjour dans le canton et la commune                                                  | Langue requise                          | Aide sociale | Dettes |
| ---------------------------- | ------------------------------------------------------------------------------------ | --------------------------------------- | --- | --- |
| Zurich                       | canton et commune : 2 ans (en général)                                               | allemand                                | NC | pas de dettes dans les 5 ans précédant la naturalisation (impôts inclus) |
| Berne                        | canton et commune : 2 ans                                                            | allemand ou français (selon la commune) | pas de perception d'aide sociale dans les 10 ans précédant la demande, sauf si remboursée intégralement                                                       | pas d'acte de défaut de biens ni de poursuites dans les 5 ans avant la demande |
| Lucerne                      | canton et commune : 3 ans                                                            | allemand                                | pas de perception d'aide sociale dans les 3 ans précédant la demande ou pendant la procédure, sauf si remboursée intégralement                                | NC |
| Uri                          | canton et commune : 5 ans sans interruption                                          | allemand                                | pas de perception d'aide sociale dans les 5 ans précédant la demande ou pendant la procédure, sauf si remboursée intégralement                                | pas de dettes résultant de la LAMal ou des impôts |
| Schwytz                      | canton et commune : 5 ans sans interruption                                          | allemand (B2 oral et B1 écrit)          | pas de perception d'aide sociale dans les 5 ans précédant la demande ou pendant la procédure, sauf si remboursée intégralement                                | pas d'actes de défaut de bien ni de poursuites dans les 5 ans précédant la demande ni de dettes d'impôts                                                                            |
| Obwald                       | canton et commune : 5 ans sans interruption                                          | allemand                                | NC | NC |
| Nidwald                      | canton et commune : 5 ans sans interruption                                          | allemand (B2 oral et lecture, B1 écrit) | pas de perception d'aide sociale dans les 5 ans précédant la demande ou pendant la procédure, sauf si remboursée intégralement                                | pas de dettes dans les 5 ans précédant la naturalisation (impôts inclus) |
| Glaris                       | canton : 5 ans commune : 3 ans sans interruption précédant la demande                | allemand                                | pas de perception d'aide sociale (allocation chômage y compris) dans les 5 ans précédant la demande ou pendant la procédure, sauf si remboursée intégralement | pas de dettes résultant de la LAMal ou d'impôts dans les 5 ans précédant la naturalisation                                                                                          |
| Zoug                         | canton : 5 ans commune : 3 ans sans interruption précédant la demande,               | allemand (de facto)                     | NC | NC |
| Fribourg                     | canton : 3 ans commune : 2 ans (dans les 5 précédant la demande)                     | français ou allemand                    | NC | NC |
| Soleure                      | canton et commune : 4 ans (dont 2 ans précédant la demande)                          | allemand (de facto)                     | NC | NC |
| Bâle-Ville                   | canton et commune : 2 ans                                                            | allemand                                | pas de perception d'aide sociale dans les 5 ans précédant la demande ou pendant la procédure, sauf si remboursée intégralement                                | NC |
| Bâle-Campagne                | canton : 5 ans commune : 2 à 5 ans (selon la commune)                                | allemand (B1 oral et écrit)             | pas de perception d'aide sociale dans les 5 ans précédant la demande ou pendant la procédure, sauf si remboursée intégralement                                | pas d'actes de défaut de bien ou de poursuites dans les 10 ans précédant la demande (5 ans pour les cotisations sociales et AVS)                                                    |
| Schaffhouse                  | canton et commune : 2 ans sans interruption                                          | allemand                                | NC | NC |
| Appenzell Rhodes-Intérieures | canton et commune : 5 ans (dont 2 immédiatement avant la demande)                    | allemand                                | NC | NC |
| Appenzell Rhodes-Extérieures | canton et commune : 3 ans                                                            | allemand (de facto)                     | NC | NC |
| Saint-Gall                   | canton et commune : 5 ans sans interruption                                          | allemand (B1 oral et écrit)             | NC | NC |
| Grisons                      | canton : 5 ans commune : 5 ans (selon la commune, sans interruption)                 | allemand, italien ou romanche           | pas de perception d'aide sociale dans les 10 ans précédant la demande ou pendant la procédure, sauf si remboursée intégralement                               | NC |
| Argovie                      | canton : 5 ans commune : 3 ans sans interruption                                     | allemand (de facto)                     | pas de perception d'aide sociale dans les 10 ans précédant la demande ou pendant la procédure, sauf si remboursée intégralement                               | pas d'actes de défaut de bien ou de poursuites dans les 5 ans précédant la demande ; pas de poursuites pour des assurances sociales ou la LAMal dans les 3 ans précédant la demande |
| Thurgovie                    | canton : 5 ans commune : 3 ans sans interruption                                     | allemand (B2 oral et B1 écrit)          | pas de perception d'aide sociale dans les 5 ans précédant la demande ou pendant la procédure, sauf si remboursée intégralement                                | pas d'actes de défaut de bien ou de poursuites dans les 5 ans avant la demande |
| Tessin                       | canton : 5 ans commune : 3 ans (dont 2 sans interromption avant la demande)          | italien                                 | NC | NC |
| Vaud                         | canton : 2 ans (dont l'année précédant la demande) commune : 1 an (selon la commune) | français                                | NC | NC |
| Valais                       | canton : 5 ans commune : 3 ans                                                       | français ou allemand                    | NC | NC |
| Neuchâtel                    | canton et commune : 2 ans                                                            | français                                | NC | pas de dettes résultant des impôts |
| Genève                       | canton et commune : 2 ans (dont l'année précédant la demande)                        | français (de facto)                     | NC | NC |
| Jura                         | canton et commune : 2 ans                                                            | français (de facto)                     | NC | NC |

### Procédure
La procédure au niveau cantonal et communal est régie par le droit cantonal. Le droit fédéral autorise les cantons à soumettre une demande de naturalisation au vote d'une assemblée communale.
Le candidat à la nationalité suisse doit déposer une demande auprès du canton ou de la commune, selon le droit cantonal.
Après que le canton, et le cas échéant la commune, a terminé sa procédure au niveau cantonal, il transmet le dossier au SEM. Ce dernier délivre l'autorisation fédérale de naturalisation si les conditions formelles et matérielles sont remplies. Le dossier repart alors au canton, qui rend la décision de naturalisation.
L'autorité cantonale a un an pour rendre sa décision de naturalisation après la réception de l'autorisation fédérale ; au-delà, cette dernière échoit. Une fois la décision (positive) de naturalisation, le naturalisé acquiert le droit de cité communal et cantonal, et en même temps la nationalité suisse.
| Canton                       | Autorité communale | Autorité cantonale |
| ---------------------------- | --- | --- |
| Zurich                       | Selon le droit communal Exemple: Stadtrat (exécutif) à Zurich et Winterthour | administration cantonale Direktion der Justiz und des Innern, Gemeindeamt                                                                   |
| Berne                        | Conseil communal/Gemeinderat (exécutif) | Conseil-exécutif, avec pouvoir de délégation à l'administration cantonale Dans les faits, Direction de la sécurité, Office de la population |
| Lucerne                      | Assemblée communale,, avec possibilité de délégation au législatif ou à l'exécutif communal | administration cantonale Justiz- und Sicherheitsdepartement                                                                                 |
| Uri                          | Assemblée communale, avec possibilité de délégation à l'exécutif communal (Gemeinderat) ou à une commission spéciale                                                                            | Regierungsrat (exécutif) |
| Schwytz                      | Par défaut : Einbürgerungsbehörde (commission sur les naturalisations) Exception : assemblée communale (si prévu par le droit communal)                                                         | Kantonsrat (législatif) |
| Obwald                       | Selon le droit communal, alternativement : - assemblée communale ; - Commission communale de naturalisation, ; - Gemeinderat (exécutif).                                                        | Commission cantonale de naturalisation, |
| Nidwald                      | Pour les étrangers mineurs : Gemeinderat (exécutif) Pour les étrangers majeurs : assemblée communale                                                                                            | Pour les étrangers mineurs : administration cantonale (Justiz- und Sicherheitsdirektion) Pour les étrangers majeurs : Landrat (législatif)  |
| Glaris                       | Gemeinderat (exécutif) ou commission spéciale (selon le droit communal) | Regierungsrat (exécutif) |
| Zoug                         | Bürgerrat (Conseil bourgeoisial) | Regierungsrat (exécutif) |
| Fribourg                     | Conseil communal (exécutif) après audition par une commission des naturalisations | Grand Conseil sur proposition du Conseil d'État                                                                                             |
| Soleure                      | Assemblée communale ou Gemeinderat (selon le droit communal) | Regierungsrat (exécutif) |
| Bâle-Ville                   | Selon le droit de la commune bourgeoisiale, | Regierungsrat (exécutif) |
| Bâle-Campagne                | Assemblée communale, avec possibilité de délégation au Gemeinderat ou à la commune bourgeoisiale,                                                                                               | Landrat (législatif) |
| Schaffhouse                  | Selon le droit communal | Regierungsrat (exécutif) |
| Appenzell Rhodes-Intérieures | Pour Oberegg : Bezirkrat (conseil de district) d'Oberegg Pour le district Appenzell : Grosser Rat (législatif cantonal),                                                                        | Grosser Rat (législatif) |
| Appenzell Rhodes-Extérieures | Gemeinderat (exécutif) ou commission (selon le droit communal) | Regierungsrat (exécutif) |
| Saint-Gall                   | Einbürgerungsrat (litt. conseil de naturalisation), | administration cantonale Departement des Innern, Amt für Gemeinden und Bürgerrecht                                                          |
| Grisons                      | Assemblée communale, exécutif communal ou commission spéciale, selon le droit communal | Regierung (exécutif) |
| Argovie                      | Assemblée communale ou Einwohnerrat (législatif ; selon le droit communal) | commission du Grosser Rat (ou ce dernier s'il décide de statuer lui-même)                                                                   |
| Thurgovie                    | Selon le droit communal : - assemblée communale ; - Gemeindeparlament (législatif) ; - Gemeindebehörde (litt. autorité communale) ; - Einbürgerungskommission (commission des naturalisations). | Grosser Rat (législatif) |
| Tessin                       | Législatif communal (assemblée communale ou Conseil communal) | Grand Conseil |
| Vaud                         | Municipalité (exécutif) | Conseil d'État |
| Neuchâtel                    | Conseil communal (exécutif) | Conseil d'État |
| Genève                       | Conseil municipal (législatif) ou Conseil administratif (exécutif) en cas de délégation | Conseil d'État |
| Jura                         | Commune municipale, mixte ou bourgeoisiale | Gouvernement |

La naturalisation n’est pas un droit : les cantons et les communes sont libres de fixer des conditions supplémentaires.

## Naturalisation facilitée
L'octroi de la naturalisation facilitée relève exclusivement de la compétence de la Confédération. Le canton et la commune, qui disposent d'un droit de recours, sont préalablement consultés.
Certains critères de la naturalisation ordinaire doivent être remplis pour celle facilitée ; cela concerne en particulier les critères d'intégration. En outre, le requérant ne doit pas compromettre la sûreté intérieure ou extérieure de la Suisse.

### Conjoint d’un ressortissant suisse
Le conjoint étranger d'un ressortissant suisse peut, sous certaines conditions, bénéficier de la naturalisation facilitée.
Il doit avoir résidé en Suisse pendant cinq ans en tout (dont l'année précédant la demande) et vivre depuis trois ans en communauté conjugale avec un ressortissant suisse. À cet égard, l'union conjugale doit être dans le cadre d'un mariage, et celui-ci doit être vécu dans les faits, avec l'intention de garder l'union stable. Les personnes en partenariat enregistré se retrouvent par conséquent exclues de la naturalisation facilitée. Il ne peut être fait exception au ménage commun que pour des raisons majeures. L'union conjugale doit être d'ailleurs présente lors du dépôt de la demande et lors de la naturalisation.
Un étranger peut aussi acquérir la nationalité suisse à travers son conjoint sans séjourner en Suisse. Il doit être en union conjugale depuis au moins six ans et avoir des liens étroits avec la Suisse. Il y a lieu d'admettre des liens étroits avec la Suisse si le requérant séjourne régulièrement en Suisse, est capable de communiquer au quotidien dans une langue nationale, a des connaissances de bases sur la géographie, la politique et l'histoire suisses. Il doit par ailleurs entretenir des contacts avec des Suisses. Ces connaissances générales et linguistiques de même que ses contacts sont évalués au moyen de personnes de référence domiciliées en Suisse.
Dans les deux cas, le conjoint naturalisé acquiert le droit de cité cantonal et communal de son conjoint suisse.

### Nationalité suisse admise par erreur
Un cas particulier est la naturalisation facilitée à la suite de la nationalité admise dite « par erreur ».
La naturalisation facilitée est possible lorsque trois conditions sont réunies : 
1. un étranger vit en Suisse depuis plus de cinq ans ;
2. il a vécu pendant cette période convaincu de bonne foi qu'il possède la nationalité suisse ;
3. il est effectivement traité pendant cette période comme un citoyen suisse par une autorité cantonale ou communale.

Si la procédure aboutit, il acquiert le droit de cité du canton responsable de l'erreur.

### Enfant apatride
L’enfant mineur apatride peut aussi bénéficier de la naturalisation facilitée.
Il doit avoir séjourné en Suisse depuis au moins cinq ans, ainsi que dans l'année précédant le dépôt de la demande.
Il acquiert le droit de cité cantonal et communal de son lieu de résidence.

### Enfant d’une personne naturalisée
Les enfants étrangers de personnes naturalisées peuvent aussi passer par la naturalisation ordinaire pour devenir suisses.
Ceux-ci peuvent, s'ils n'ont pas encore atteint l'âge de 22 ans, déposer une demande s'ils ont vécu en Suisse depuis au moins cinq ans, dont les trois précédant le dépôt de la demande.
Il acquiert le droit de cité cantonal et communal du parent suisse.

### Étrangers de la troisième génération
Depuis le 15 février 2018, les étrangers de troisième génération peuvent bénéficier de la procédure de naturalisation facilitée. Cette possibilité découle de l'adoption du nouvel article constitutionnel (art. 38 al. 2 Cst.) le 12 février 2017 par le peuple et les cantons.
L'étranger requérant souhaitant bénéficier de cette procédure doit remplir les conditions suivantes :
1. il est né en Suisse[202] ;
2. il a moins de 25 ans lors du dépôt de la demande[203] ;
3. il possède une autorisation d'établissement (permis C) et a accompli au moins cinq ans de scolarité obligatoire en Suisse[204] ;
4. au moins un de ses grands-parents est né en Suisse[205] ;
5. au moins un de ses parents étranger a une autorisation d'établissement (permis C), séjourne en Suisse depuis au moins dix ans et a suivi au moins cinq ans de scolarité obligatoire en Suisse [202].

Si la procédure aboutit favorablement, l'étranger naturalisé acquiert le droit de cité cantonal et communal de son lieu de résidence.

## Annulation de la naturalisation
Le SEM peut, sous certaines conditions, annuler la naturalisation ou la réintégration.
Pour ce faire, le requérant doit avoir, pendant la procédure, fourni des déclarations mensongères ou avoir dissimulé des faits essentiels. La procédure en annulation doit avoir lieu dans les deux ans après que le SEM a eu connaissance des faits incriminants, toutefois huit ans au plus tard après l'octroi de la nationalité suisse. Ce droit d'annulation incombe aussi aux autorités cantonales dans le cadre d'une naturalisation ordinaire.
La décision d'annulation entraine la perte de la nationalité suisse acquise. Des exceptions sont prévues dans certains cas pour les enfants, notamment s'ils devaient tomber dans l'apatridie après l'annulation.

## Cas sous l'ancienne législation
- Réintégration d’anciennes Suissesses : La femme qui, avant l’entrée en vigueur de la modification du 3 octobre 2003, a perdu la nationalité suisse par mariage ou par inclusion dans la libération de son mari peut former une demande de réintégration.

- Enfants de mère suisse : L’enfant étranger né avant le 1er juillet 1985 et dont la mère possédait la nationalité suisse au moment de la naissance ou l’avait possédée précédemment peut former une demande de naturalisation facilitée s’il a des liens étroits avec la Suisse. Il acquiert le droit de cité cantonal et communal que la mère possède ou possédait en dernier lieu et par là même la nationalité suisse.

- Enfant né hors mariage d’un père suisse : L'enfant doit avoir des liens étroits avec la Suisse. La demande peut également être déposée après 22 ans révolus.

## Personnalités naturalisées suisses
Voici quelques personnalités ayant été naturalisées suisses :
- Emil Georg Bührle, fabricant d'armes et collectionneur d'art d'origine allemande, naturalisé à Zurich en 1937[212]
- Zino Davidoff, négociant d'origine ukrainienne, naturalisé à Genève en 1953[213]
- Alain Delon, acteur, est citoyen suisse depuis le 23 septembre 1999 selon une ordonnance du tribunal d'Orleans rendue le 27 août 2020[214]
- Albert Einstein acquiert la nationalité suisse en 1901 par naturalisation[215], après avoir été apatride pendant cinq ans
- Franz Carl Endres, écrivain et franc-maçon d'origine allemande, naturalisé à Muttenz en 1939[216]
- Nicolas Hayek, entrepreneur d'origine libanaise, naturalisé en 1964[217]
- Walter Helbig, artiste d'origine allemande, naturalisé en 1938 à Ascona[218]
- Kurt Held, écrivain d'origine allemand, naturalisé à Carona en 1948[219]
- Pierre Izard, photographe, né français à Lausanne, naturalisé dans la même ville en 1925[220]
- George Pólya, mathématicien d'origine hongroise, naturalisé à Zurich en 1918[221]
- Thomas Mann, auteur d'origine allemande, est naturalisé en 1944[222]
- Tina Turner, chanteuse d'origine américaine, naturalisée à Küsnacht en 2010[223]

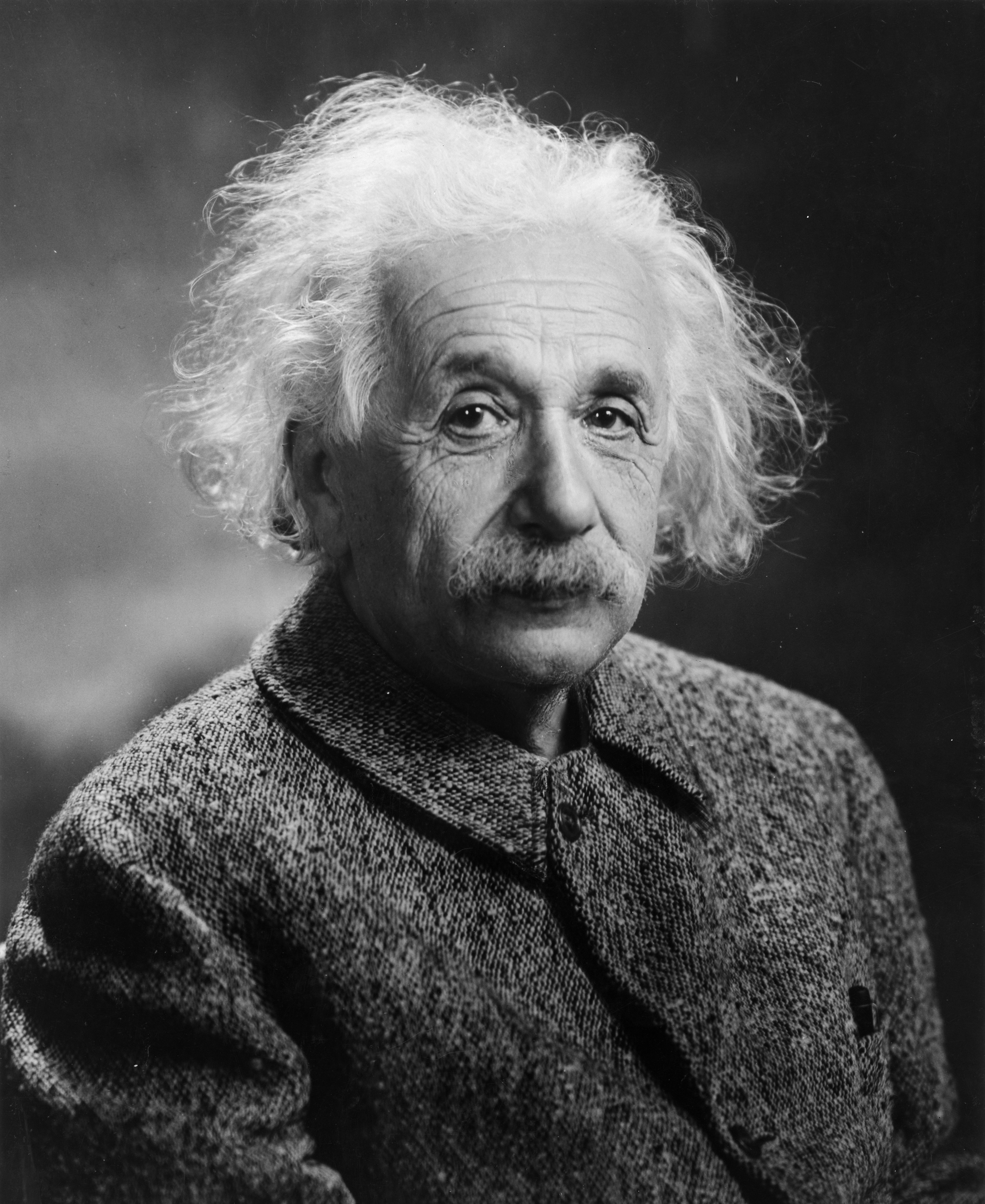
Albert Einstein.
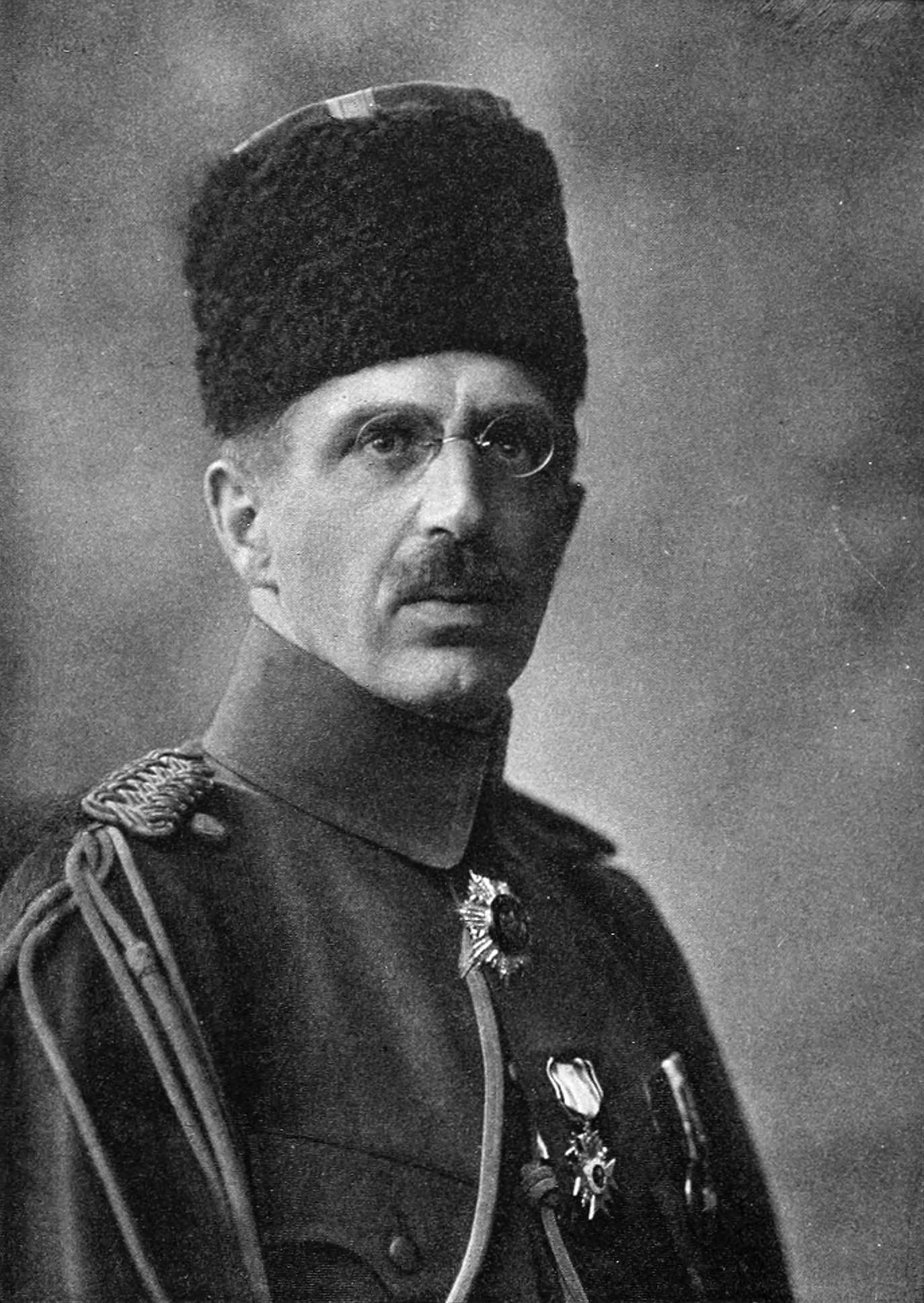
Franz Carl Endres.
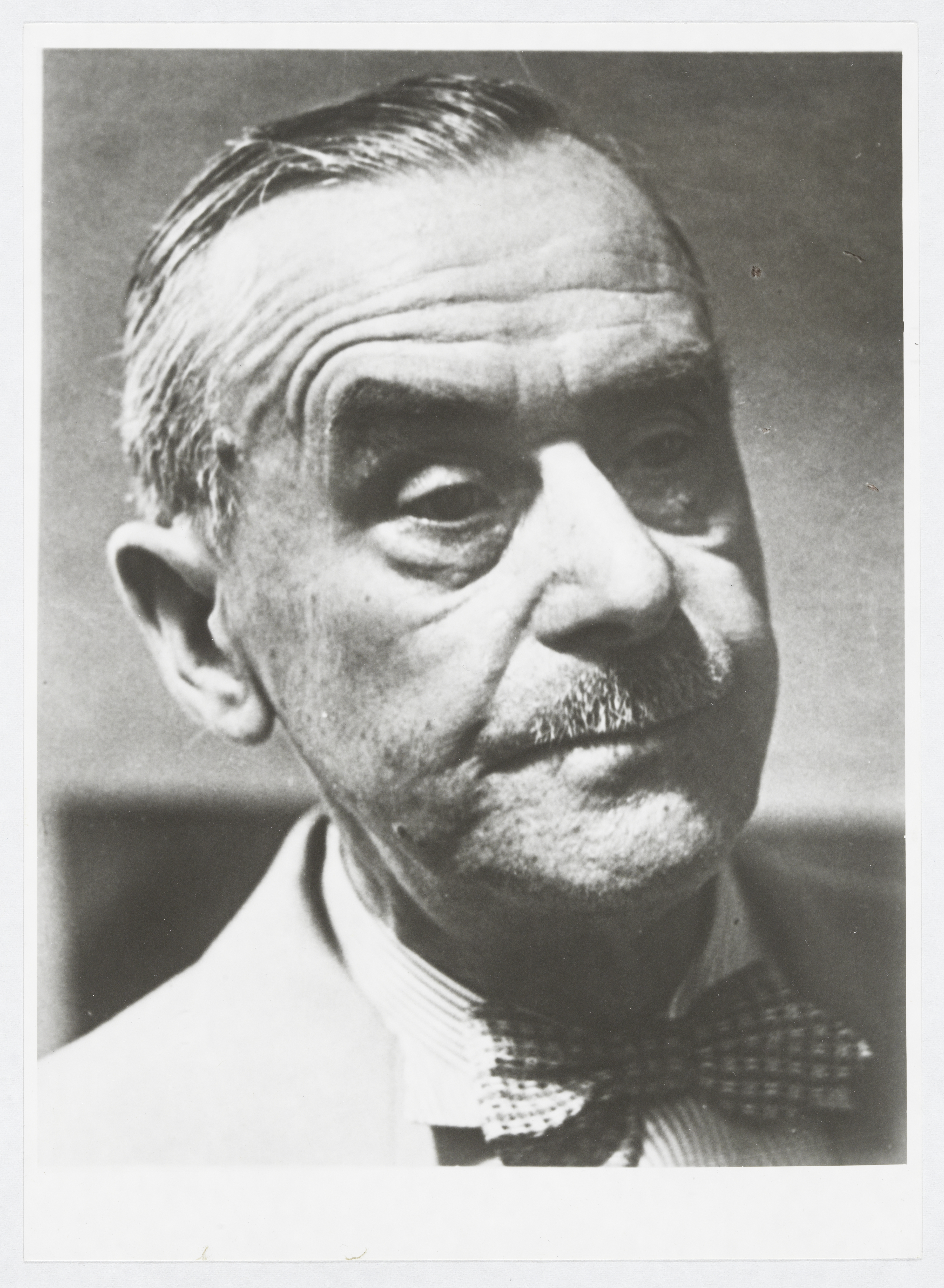
Thomas Mann.
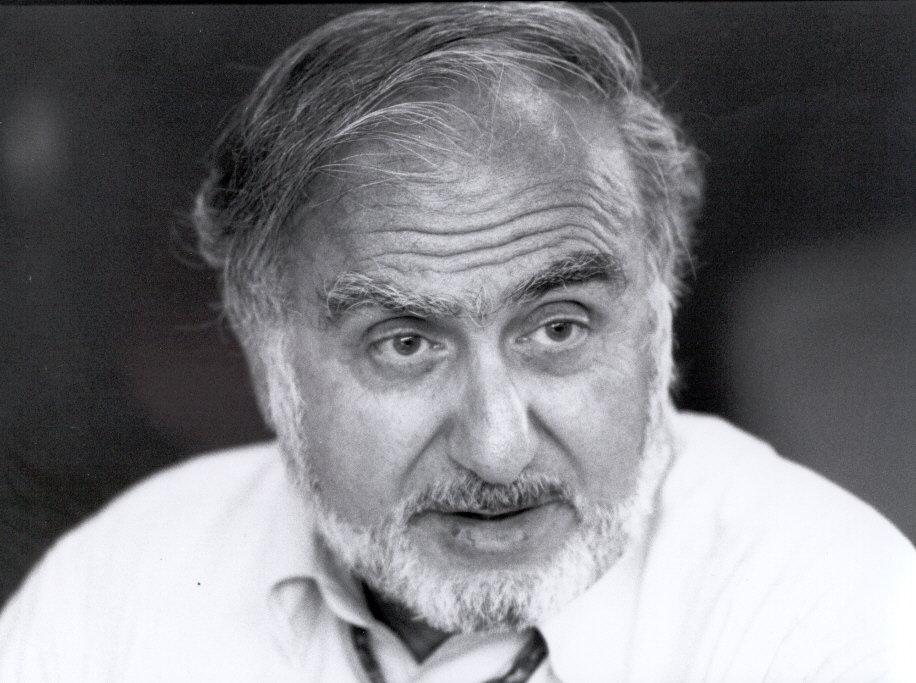
Nicolas Hayek.
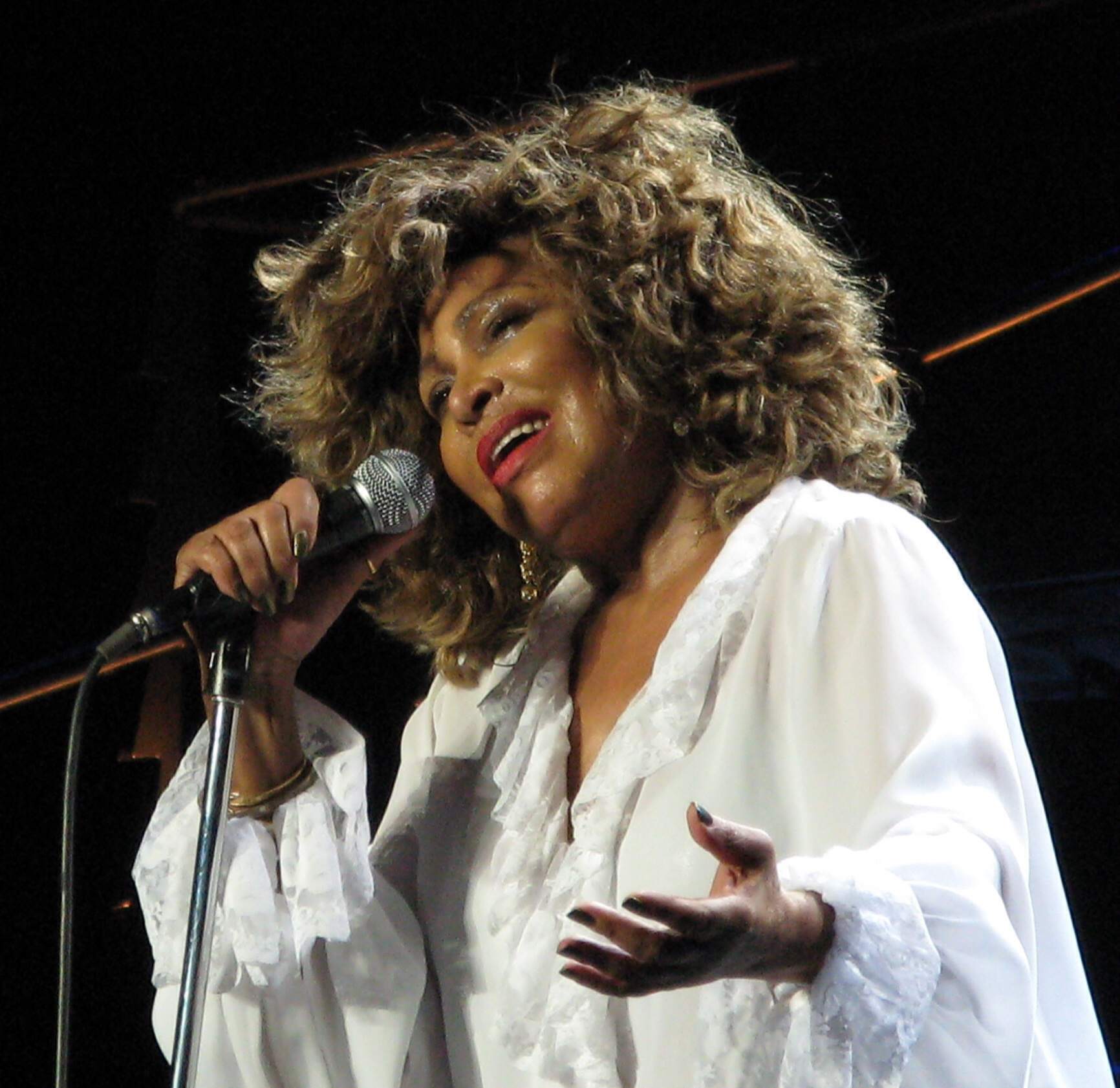
Tina Turner.